# Université de Campbellsville
L'université de Campbellsville (en anglais :  Campbellsville University) est une université privée chrétienne évangélique baptiste située à Campbellsville, Kentucky, aux États-Unis.

## Historique
L’université a ses origines dans la fondation de la Russell Creek Academy en 1906 par la Russell Creek Baptist Association . En 1924, elle prend le nom de Russell Creek Junior College. Elle devient un collège Senior en 1959 et une université en 1996. En 2014, elle a annoncé son intention de mettre fin à son affiliation avec la Kentucky Baptist Convention (Southern Baptist Convention), en raison de sa décision de vouloir élire des administrateurs de façon indépendante . En 2015, elle a conclu un partenariat dans la mission avec les American Baptist Churches USA . Pour l'année 2018-2019, elle comptait 11 470 étudiants.

## Affiliations
Elle est membre du Conseil pour les collèges et universités chrétiens
 et de l'Association internationale des collèges et universités baptistes.

## Campus

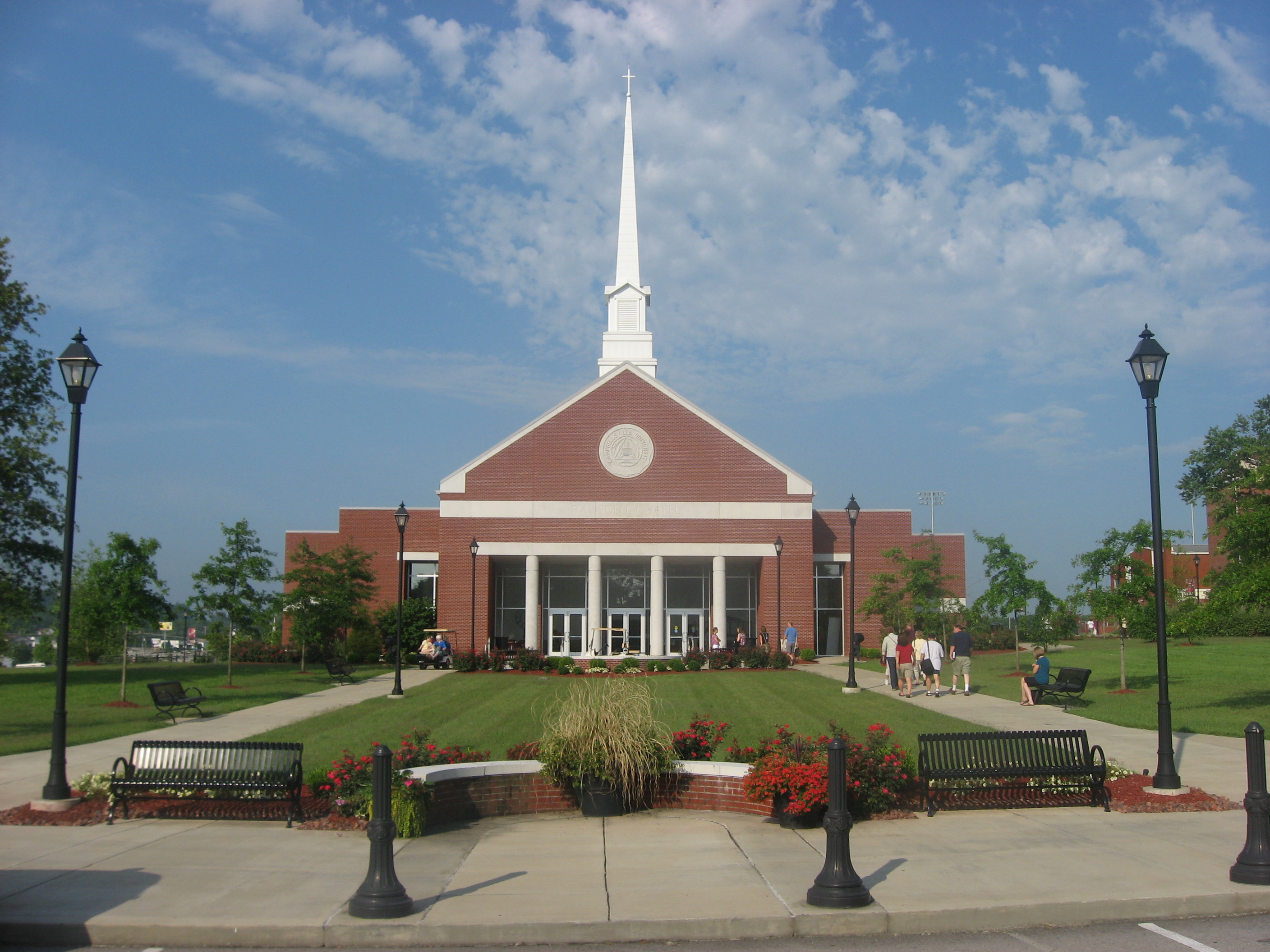
Chapelle
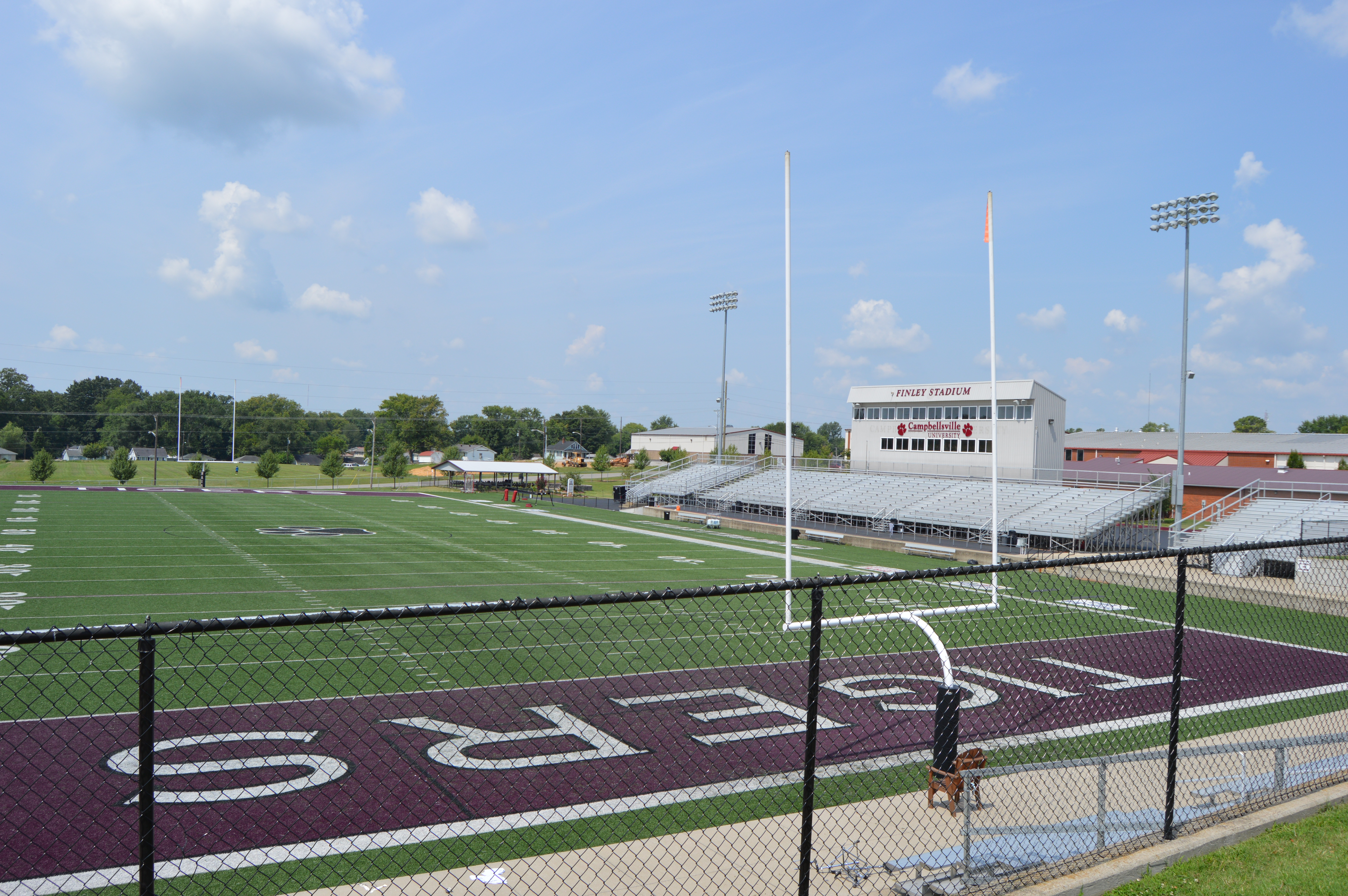
Ron Finley Stadium
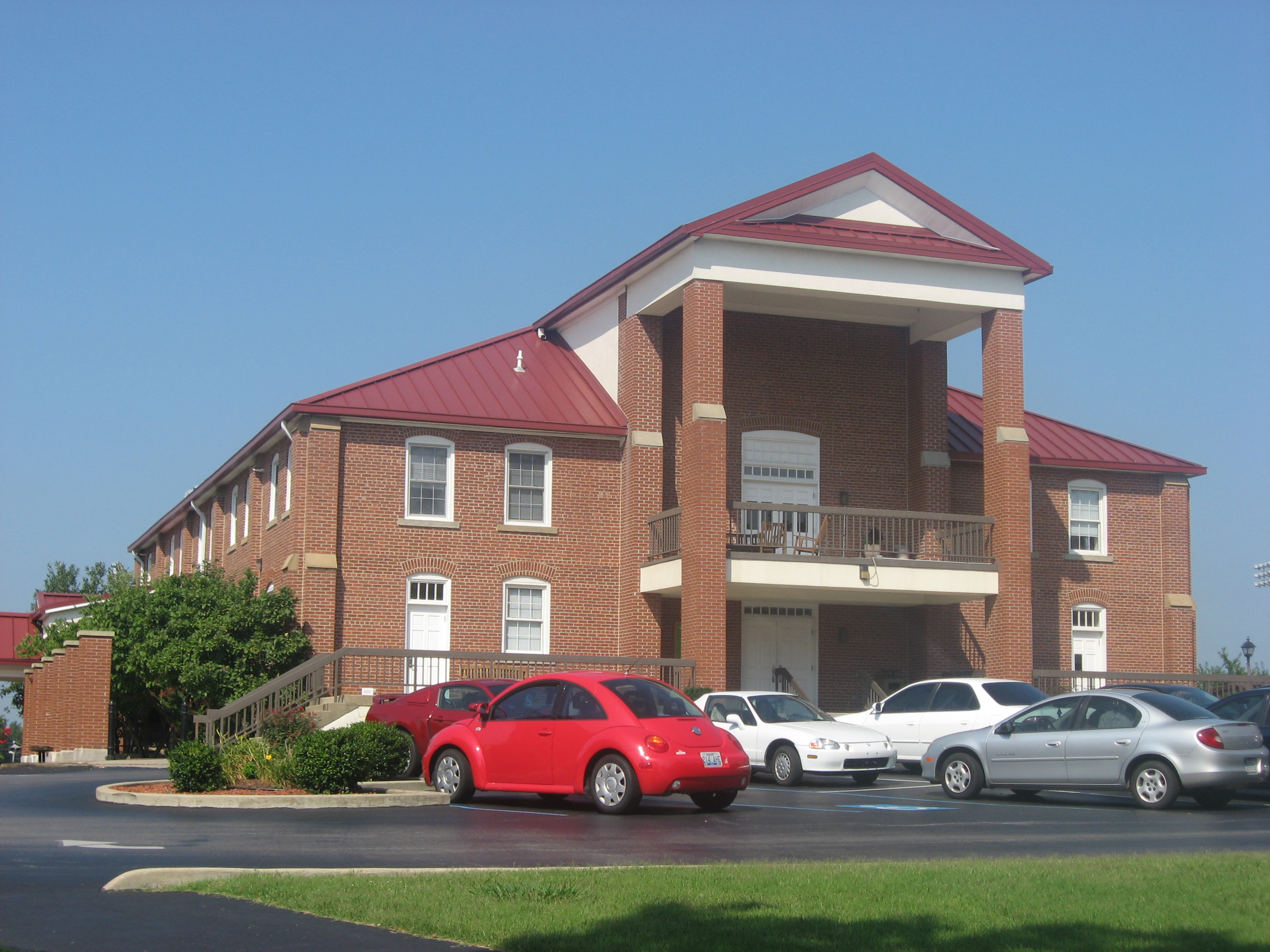
Student Activity Center